# Țărănism
Țărănismul (de la țăran) este un curent ideologic tradiționalist și o teorie politică apărută în România dezvoltat între secolele al XIX-lea și al XX-lea care s-a manifestat cu precădere în politica perioadei interbelice. Prin tradiție primul gânditor revoluționar țărănist a fost Teodor Diamant, unul dintre promotorii socialismului utopic în Țările Române. De altfel, istoria curentului revoluționar național-țărănist este strâns legată de cea a stângii românești și a marxismului. Dovezile influenței acestor idei către formarea a ceea ce avea să se definească ca țărănism sunt extraordinar de multe. În primul rând, țărănismul a fost un curent care a răspuns exploatării țăranilor români de către arendași și moșieri, practică răspândită la acea vreme și manifestată spre exemplu prin Marea Răscoală de la 1907. 
Preocuparea majoră a țărănismului era societatea rurală și bunăstarea ei. Țărăniștii militau pentru armonizarea structurilor politice și economice ale țării cu structurile predominant agrare. În acest sens ei se aseamănă cu poporaniștii și erau de principiul că agricultura țărănească era inerent non-capitalistă. Ea trebuia protejată de capitalism, despre care credeau că dacă va penetra structura organizatorică a agriculturii, ar distruge tot ce este mai deosebit și mai autentic în stilul de viață românesc. 
Cel mai important teoretician al curentului țărănist a fost Virgil Madgearu. În lucrarea sa monumentală Agrarianism, Capitalism, Imperialism, apărută în 1936, el definește și rafinează doctrina economică și socială a țărănismului. Alți reprezentați importanți au mai fost: Constantin Stere, Mihail Manoilescu, Nicolae Cornățeanu, Ion Mihalache,  Mihail Ralea, Gheorghe Zane, Ernest Ene dar și, în anumite privințe, Constantin Rădulescu-Motru.
În perioada timpurie postbelică partidul țărănist al lui Petru Groza, Frontul Plugarilor a jucat un rol important în instaurarea României comuniste și a procesului de colectivizare forțată, soldat cu efecte dezastruoase.